# برود بروک (کنتیکت)
برود بروک (به انگلیسی: Broad Brook) یک منطقهٔ مسکونی در ایالات متحده آمریکا است که در کنتیکت واقع شده‌است. برود بروک ۱۵٫۴ کیلومتر مربع مساحت و ۴٬۰۶۹ نفر جمعیت دارد و ۳۹٫۶۲ متر بالاتر از سطح دریا واقع شده‌است.